# Атина (митологија)
За остале употребе, погледајте Атина (вишезначна одредница).
У грчкој митологији, Атина (грч. Ἀθηνᾶ, или грч. Ἀθήνη; дорски: Ἀσάνα) је била богиња цивилизације, тј. мудрости, ткања, заната и трезвеније стране рата (насиље и крвожедност су били Арејева својства). Атинина мудрост прати техничко знање потребно у ткању, металургији али такође укључује и лукавост (метис) ликова као што је Одисеј. Њој су свети сова и маслиново дрво.
Прве приче о Атини говоре о њој као о богињи птица. Првобитно је замишљена као богиња са крилима, а чак је у неким митовима и сама била птица - сова. Зато и не чуди зашто у митовима који су настали касније Атенина порука стиже преко орла, сокола и сл.
Атинина најбоља пријатељица је Нике, богиња победе. Атина се појављује као заштитница многих грчких јунака, укључујући Херакла, Одисеја и Јасона. Она је и омиљена Зевсова ћерка, рођена из његове главе.
У римској митологији Атину можемо да повежемо са Минервом.

## Рођење
Постоји неколико верзија Атининог рођења. У једном, који се најчешће спомиње, Метида, богиња мудрости, затруднела је са Зевсом. Зевс се веома уплашио јер је постојало пророчанство да ће Метида имати двоје деце - једно од њих ће бити најоданије Зевсу од све његове деце, а друго ће бити силник који ће га срушити. То је Зевса уплашило, јер се сетио да је он свргнуо свога оца, те се бојао да ће се тако нешто и њему десити. Зато је Зевс претворио Метиду у муву и онда је појео. Но, било је прекасно. Метида је, у Зевсу, почела да прави кацигу и одору за своју зачету ћерку. Звук чекића којим је Метида правила кацигу, узроковао је велики бол у Зевсовој глави, па је Хефест расцепио његову главу. Атина је искочила кроз пукотину, већ одрасла, потпуно обучена и потпуно опремљена ратном опремом.

## Име
У Микенској Грчкој појављује се име Атина Потинија у текстовима о Хроносу. Претпоставља се да ово значи „Госпођица Атина“. Није сигурно да ли је Атинино име повезано са градом Атина. Касније се она појављује као заштитница града, али вероватно да је град добио име невезано за ову богињу. Платон је значење Атининог имена тумачио као „мисао (ум) бога“.

## Епитети
У поезији Атинин најчешћи епитет је глаукопис (γλαυκώπις) што би могло да се преведе као „бистрог ока“. Ова реч је заправо састављена од речи глаукос (γλαύκος), што би могло да значи „блештаво“, „сребрно“, и од речи опс (ώψ), што значи „око“ или понекад „лице“. Често је птица која види ноћу повезана са богињом мудрости: на старим сликама нацртана је са совом на глави.
У Хомеровим Химнама и у Теогонији њој је дат необичан епитет Тритогенеја. Значење овог термина је нејасно. Можда значи „Тритон-рођена“, што би указивало да је бог мора Тритон њен отац (према неким ранијим митовима), или можда да је рођена близу језера Тритон у Африци. Друго могуће значење је „треће-рођена“, што би могло да указује да је она треће дете Зевса.
Често се наилази и на Атина Палада (Παλλάς Αθηνά). Епитет је изведен из имена моћне особе Паладе, која означава нешто мушко. Палада је споменута само уз Атину. У једном миту, богиња је грешком убила Паладу и од тада је увек морала да носи нешто његово/њено и била је под његовом/њеном заштитом. Друго тумачење је да је она заправо Палада из Атине.
За Атињане она је била само „богиња“, хе теос.
Епитет Athena Ergane означава да је она заштитница занатлија. Атина Партенон означава да је обожавана на Акрополису. Са епитетом Athena Promachos она је водила битке, а Athena Polias означава да је заштитница града Атине и његовог Акрополиса.

## Атина у митологији

### Еритон
Атина је девица, никада није имала љубавника. Постоји више верзија како се родио Еритон, Атинин посинак. Према једној Атину је покушао да силује Хефест, али је био безуспешан и његово семе је пало на земљу из које се родио Еритон. Према другој, семе Хефеста је пало на Атинину ногу и она га је обрисала са вуном. Ту вуну је „засадила“ у земљу и из ње је рођен Еритон.
Атина је онда дала кутију са бебом трима сестрама - Пандроси, Херси и Аглеји, али их је упозорила да је никад не отварају. Аглеј и Херса су биле радознале и отвориле су кутију. Врана је то видела и одлетела је да каже Атини. Атина се разбеснела и испустила планину коју је у том тренутку носила на Акрополис. Богови су казнили сестре због направљене штете и оне су полуделе и бациле се са Акрополиса.
Еритон је касније постао видар и краљ Атине и за време његове владавине десиле су се значајне промене у атинској култури. Често је био под заштитом богиње Атине.

### Посејдон
Атина се такмичила са Посејдоном да буде главно божанство у Атини. Они су се сложили да ће свако од њих Атињанима дати неки поклон. Чији се поклон буде више свидео Атињанима тај ће бог победити. Посејдон је ударио земљу својим трозупцем и из ње је потекао поток, али вода је била слана. Атина им је поклонила прву домаћу маслину. Маслина је Атињанима давала храну, уље и дрво и зато су они изабрали Атинин поклон и њу поставили за главно божанство.
Атина је била главно божанство у још неколико градова, поготову у Спарти.

### Арахна
Жена звана Арахна (Αράχνη) се једном хвалила како она боље тка него богиња Атина. Атина се прерушила у стару жену и покушавала је саветима да је убеди, да према боговима исказује умереност, доследност и поштовање. Арахна се није покајала него је изазвала Атину на такмичење.
Богиња је скинула своју маску и такмичење је почело. Атина је ткала слику такмичења између ње и Посејдона, а Арахна је ткала слику која је исмејавала Зевса и његове многобројне жене. Такмичење никада није завршено јер је Атина била љубоморна на вештину Арахне и бесна због исмевања Зевса. Понижење које је Арахна доживела, довело ју је до самоубиства. Обесила се, али јој богиња није дозволила да спокојно умре, већ ју је претворила у паука, који од тада непрестано плете исту мрежу. У данашњем грчком реч паук се пише „αράχνη“ а изговара „арахни“.

### ПерсејиМедуза
Атина је помагала Персеју у убијању Медузе. Медуза је потицала из периода пре Зевсове владавине и била је веома опасна јер је свакога ко је погледа претварала у камен.

### ТирезијасиХирикло
Атина је ослепела Тирезијаса пошто ју је видео док се купала. Хирикло, његова мајка, молила је Атину да му врати вид, али она то није могла. Уместо тога дала му је да разуме језик птица и моћ прорицања.

### Херакле
Атина је Хераклу помогла у многим подвизима. Међу њима је и подвиг у коме је Херакле требало да скине кожу Немејском лаву. Рекла му је да искористи канџе лава да исече његову дебелу кожу. Херакле је после овог подвига увек носио кожу Немејског лава и буздован направљен од маслиновог дрвета.

### Одисеј
Одисејева лукавост и оштроумље брзо су освојили Атину. Она није могла да му помогне током његовог путовања из Троје ка дому све док Одисеј није дошао на обалу острва где је принцеза Нусика прала своју одећу. Атина се појавила у сну Нусике и рекла јој да пусти Одисеја да се врати кући, на Итаку. Када је Одисеј стигао на Итаку Атина је изашла пред њега прерушена слагавши га да се његова жена Пенелопа преудала, мислећи да је он мртав. Одисеј је успео да прозре Атинину маску и лаж и она му је тада помогла да поврати своје краљевство.

## Атина у класичној уметности
Атина је обично насликана (или извајана) са оклопом, копљем у рукама и штитом на коме је нацртана глава Горгоне Медузе. Овако је изгледала и чувена Фидијина статуа Атине, направљена од злата и слонове кости. Ова статуа, названа Атена Партенон, нестала је, али се зна да је била у Партенону на Атинском Акрополису. Атина је често насликана са совом (симболом мудрости) на свом десном или левом рамену. Ожалошћена Атина је скулптура која приказује уморну и емоционалну богињу. Ова скулптура је настала негде око 460. п. н. е.
У старијим портретима Атине, у сликама на вазама, она је приказана као богиња-птица.

## Атина у модерној култури
Атина се налази на новчићу од 50 долара из 1915. године. Овај новчић је направљен од 72 грама злата и био је најтежи све до 1997. године када је од платине произведен новчић од 100 долара. Атинин новчић је најскупљи новчић икада произведен у Сједињеним Америчким Државама (тј. када се упореди његова права вредност са вредношћу коју је представљао).
Већ цео век постоји једна реплика Партенона у Нешвилу, у држави Тенеси и позната је као Атена са југа. Године 1990. додата је реплика Фидијине статуе богиње Атине. Статуа је висока 12.5 метара и позлаћена је.
Атинин лик се користи у филму, музици, на цртаном (манге уметника Масами Курумаде), у компјутерским игрицама, али се чак и злоупотребљава (у порно-филмовима у Немачкој).

### Античка литература
- Apollodorus, Library, 3,180
- Augustine, De civitate dei xviii.8–9
- Cicero, De natura deorum iii.21.53, 23.59
- Eusebius, Chronicon 30.21–26, 42.11–14
- Homer, The Iliad with an English Translation by A.T. Murray, PhD in two volumes. Cambridge, Massachusetts., Harvard University Press; London, William Heinemann, Ltd. 1924. Online version at the Perseus Digital Library.
- Homer; The Odyssey with an English Translation by A.T. Murray, PH.D. in two volumes. Cambridge, Massachusetts., Harvard University Press; London, William Heinemann, Ltd. 1919. Online version at the Perseus Digital Library.
- Hesiod, Theogony, in The Homeric Hymns and Homerica with an English Translation by Hugh G. Evelyn-White, Cambridge, Massachusetts., Harvard University Press; London, William Heinemann Ltd. 1914. Online version at the Perseus Digital Library.
- Lactantius, Divinae institutions i.17.12–13, 18.22–23
- Livy, Ab urbe condita libri vii.3.7
- Lucan, Bellum civile ix.350

### Moдерна литература
- Aghion, Irène; Barbillon, Claire; Lissarrague, François (1996), „Minerva”, Gods and Heroes of Classical Antiquity, Flammarion Infographic Guides, Paris, France and New York City, New York: Flammarion, стр. 192–194, ISBN 978-2-0801-3580-3
- Alexander, Timothy Jay (2007), The Gods of Reason: An Authentic Theology for Modern Hellenismos (First изд.), Lulu Press, Inc., ISBN 978-1-4303-2763-9
- Beekes, Robert S. P. (2009), Etymological Dictionary of Greek, Leiden and Boston: Brill
- Bell, Robert E. (1993), Women of Classical Mythology: A Biographical Dictionary, Oxford, England: Oxford University Press, ISBN 9780195079777
- Bernal, Martin (1987), Black Athena: The Afroasiatic Roots of Classical Civilization, New Brunswick: Rutgers University Press, стр. 21, 51 ff
- Berlinerblau, Jacques (1999), Heresy in the University: The Black Athena Controversy and the Responsibilities of American Intellectuals, New Brunswick: Rutgers University Press, стр. 93ff, ISBN 9780813525884
- Best, Jan (1989),  Fred Woudhuizen, ур., Lost Languages from the Mediterranean, Leiden, Germany et al.: Brill, стр. 30, ISBN 978-9004089341
- Brown, Jane K. (2007), The Persistence of Allegory: Drama and Neoclassicism from Shakespeare to Wagner, Philadelphia, Pennsylvania: University of Penssylvania Press, ISBN 978-0-8122-3966-9
- Bull, Malcolm (2005), The Mirror of the Gods: How Renaissance Artists Rediscovered the Pagan Gods, Oxford, England: Oxford University Press, ISBN 978-0-19-521923-4
- Burgess, Jonathan S. (2001), The Tradition of the Trojan War in Homer and the Epic Cycle, Baltimore, Maryland: The Johns Hopkins University Press, ISBN 978-0-8018-6652-4
- Burkert, Walter (1985), Greek Religion, Cambridge, Massachusetts: Harvard University Press, ISBN 978-0-674-36281-9
- Burn, Lucilla (2004), Hellenistic Art: From Alexander the Great to Augustus, London, England: The British Museum Press, ISBN 978-0-89236-776-4
- Chadwick, John (1976), The Mycenaean World, Cambridge, England: Cambridge University Press, ISBN 978-0-521-29037-1
- Darmon, Jean-Pierre (1992),  Wendy Doniger, ур., The Powers of War: Athena and Ares in Greek Mythology, Превод: Danielle Beauvais, Chicago, Illinois: University of Chicago Press
- Deacy, Susan; Villing, Alexandra (2001), Athena in the Classical World, Leiden, The Netherlands: Koninklijke Brill NV
- Deacy, Susan (2008), Athena, London and New York: Routledge, ISBN 978-0-415-30066-7
- de Jong, Irene J. F. (2001), A Narratological Commentary on the Odyssey, Cambridge, England: Cambridge University Press, ISBN 978-0-521-46844-2
- Edmunds, Lowell (1990), Approaches to Greek Myth, Baltimore, Maryland: The Johns Hopkins University Press, ISBN 978-0-8018-3864-4
- Friedman, Sarah (2005), Bryn Mawr College Off the Record, College Prowler, ISBN 978-1-59658-018-3
- Fritze, Ronald H. (2009), Invented Knowledge: False History, Fake Science and Pseudo-Religions, London, England: Reaktion Books, ISBN 978-1-86189-430-4
- Fururmark, A. (1978). „The Thera Catastrophe-Consequences for the European Civilization”. Thera and the Aegean World I. London, England: Cambridge University Press.
- Gantz, Timothy (1996). Early Greek Myth: A Guide to Literary and Artistic Sources. Johns Hopkins University Press., Two volumes:  978-0-8018-5360-9 (Vol. 1),  978-0-8018-5362-3 (Vol. 2).
- Gallagher, Ann-Marie (2005), The Wicca Bible: The Definitive Guide to Magic and the Craft, New York City, New York: Sterling Publishing Co., Inc., ISBN 978-1-4027-3008-5
- Garland, Robert (2008), Ancient Greece: Everyday Life in the Birthplace of Western Civilization, New York City, New York: Sterling, ISBN 978-1-4549-0908-8
- Goldhill, S. (1986), Reading Greek Tragedy (Aesch.Eum.737), Cambridge, England: Cambridge University Press
- Graves, Robert (1960) [1955], The Greek Myths, London, England: Penguin, ISBN 978-0241952740
- Hansen, William F. (2004), „Athena (also Athenê and Athenaia) (Roman Minerva)”, Classical Mythology: A Guide to the Mythical World of the Greeks and Romans, Oxford, England: Oxford University Press, стр. 121—126, ISBN 978-0-19-530035-2
- Harries, Byron (1990). „The spinner and the poet: Arachne in Ovid's Metamorphoses”. The Cambridge Classical Journal. Cambridge, England: Cambridge University Press. 36: 64—82. doi:10.1017/S006867350000523X.
- Harrison, Jane Ellen, 1903. Prolegomena to the Study of Greek Religion.
- Herrington, C.J. (1955), Athena Parthenos and Athena Polias, Manchester, England: Manchester University Press
- Hubbard, Thomas K. (1986), „Pegasus' Bridle and the Poetics of Pindar's Thirteenth Olympian”,  Ур.: Tarrant, R. J., Harvard Studies in Classical Philology, 90, Cambridge, Massachusetts: Harvard University Press, ISBN 978-0-674-37937-4
- Hurwit, Jeffrey M. (1999), The Athenian Acropolis: History, Mythology, and Archaeology from the Neolithic Era to the Present, Cambridge, England: Cambridge University Press, ISBN 978-0-521-41786-0
- Janda, Michael (2005), Elysion. Entstehung und Entwicklung der griechischen Religion, Innsbruck: Institut für Sprachen und Literaturen, ISBN 9783851247022
- Jasanoff, Jay H.; Nussbaum, Alan (1996), „Word games: the Linguistic Evidence in Black Athena” (PDF),  Ур.: Mary R. Lefkowitz; Guy MacLean Rogers, Black Athena Revisited, The University of North Carolina Press, стр. 194, ISBN 9780807845554
- Jenkyns, Richard (2016), Classical Literature: An Epic Journey from Homer to Virgil and Beyond, NewYork City, New York: Basic Books, A Member of the Perseus Books Group, ISBN 978-0-465-09797-5
- Johrens, Gerhard (1981), Der Athenahymnus des Ailios Aristeides, Bonn, Germany: Habelt, стр. 438—452, ISBN 9783774918504
- Jost, Madeleine (1996), „Arcadian cults and myths”,  Ур.: Hornblower, Simon, Oxford Classical Dictionary, Oxford, England: Oxford University Press
- Kerényi, Karl (1951), The Gods of the Greeks, London, England: Thames and Hudson, ISBN 978-0-500-27048-6
- Kerényi, Karl (1952), Die Jungfrau und Mutter der griechischen Religion. Eine Studie uber Pallas Athene, Zurich: Rhein Verlag
- Kinsley, David (1989), The Goddesses' Mirror: Visions of the Divine from East and West, Albany, New York: New York State University Press, ISBN 978-0-88706-836-2
- Kugelmann, Robert (1983), The Windows of Soul: Psychological Physiology of the Human Eye and Primary Glaucoma, Plainsboro, New Jersey: Associated University Presses, ISBN 978-0-8387-5035-3
- L. Day, Peggy (1999a), „Anat”,  Ур.: Toorn, Karel van der; Becking, Bob; Horst, Pieter Willem van der, Dictionary of Deities and Demons in the Bible, 2nd ed., Grand Rapids: Wm. B. Eerdmans Publishing, стр. 36—39
- Leach, Eleanor Winsor (јануар 1974). „Ekphrasis and the Theme of Artistic Failure in Ovid's Metamorphoses”. Ramus. Cambridge, England: Cambridge University Press. 3 (2): 102—142. S2CID 29668658. doi:10.1017/S0048671X00004549.
- Mallory, James P.; Adams, Douglas Q. (2006), Oxford Introduction to Proto-Indo-European and the Proto-Indo-European World, London: Oxford University Press, ISBN 978-0-19-929668-2
- Morford, Mark P. O.; Lenardon, Robert J. (1999), Classical Mythology (sixth изд.), Oxford, England: Oxford University Press, ISBN 978-0-19-514338-6
- Murrin, Michael (пролеће 2007). „Athena and Telemachus”. International Journal of the Classical Tradition. Berlin, Germany: Springer. 13 (4): 499—514. JSTOR 30222174. S2CID 170103084. doi:10.1007/BF02923022.
- Mylonas, G. (1966), Mycenae and the Mycenaean Age, Princeton, New Jersey: Princeton University Press, ISBN 978-0691035239
- Nilsson, Martin Persson (1950), The Minoan-Mycenaean Religion and Its Survival in Greek Religion (second изд.), New York: Biblo & Tannen, ISBN 978-0-8196-0273-2
- Nilsson, Martin Persson (1967), Die Geschichte der griechischen Religion, München, Germany: C. F. Beck
- Norton, Elizabeth (2013), Aspects of Ecphrastic Technique in Ovid's Metamorphoses, Newcastle upon Tyne, England: Cambridge Scholars Publishing, ISBN 978-1-4438-4271-6
- Oldenburg, Ulf (1969), The Conflict Between El and Ba'al in Canaanite Religion, Leiden, The Netherlands: E. J. Brill
- Palagia, Olga; Pollitt, J. J. (1996), Personal Styles in Greek Sculpture, Cambridge, England: Cambridge University Press, ISBN 978-0-521-65738-9
- Palaima, Thomas (2004), „Appendix One: Linear B Sources”,  Ур.: Trzaskoma, Stephen, Anthology of Classical Myth: Primary Sources in Translation, Hackett
- Penglase, Charles (1994), Greek Myths and Mesopotamia: Parallels and Influence in the Homeric Hymns and Hesiod, New York City, New York: Routledge, ISBN 978-0-415-15706-3
- Phinney, Edward, Jr. (1971). „Perseus' Battle with the Gorgons”. Transactions and Proceedings of the American Philological Association. Baltimore, Maryland: The Johns Hopkins University Press. 102: 445—463. JSTOR 2935950. doi:10.2307/2935950.
- Pilafidis-Williams, K. (1998), The Sanctuary of Aphaia on Aigina in the Bronze Age, Munich, Germany: Hirmer, ISBN 978-3-7774-8010-7
- Poehlmann, Egert (2017), „Aristotle on Music and Theatre (Politics VIII 6. 1340 b 20 - 1342 b 34; Poetics)”,  Ур.: Fountoulakis, Andreas; Markantonatos, Andreas; Vasilaros, Georgios, Theatre World: Critical Perspectives on Greek Tragedy and Comedy. Studies in Honour of Georgia Xanthakis-Karamenos, Berlin, Germany: Walter de Gruyter, ISBN 978-3-11-051896-2
- Pollitt, J. J. (1999) [1972], Art and Experience in Classical Greece (revised изд.), Cambridge, England: Cambridge University Press, ISBN 978-0-521-09662-1
- Powell, Barry B. (2012) [2004], „Myths of Aphrodite, Artemis, Athena”, Classical Myth (Seventh изд.), London, England: Pearson, стр. 211—235, ISBN 978-0-205-17607-6
- Puhvel, Jaan (1987), Comparative Mythology, Baltimore, Maryland: Johns Hopkins University Press, ISBN 978-0-8018-3938-2
- Randolph, Adrian W. B. (2002), Engaging Symbols: Gender, Politics, and Public Art in Fifteenth-century Florence, New Haven, Connecticut: Yale University Press, ISBN 978-0-300-09212-7
- Robertson, Noel (1992), Festivals and Legends: The Formation of Greek Cities in the Light of Public Ritual, Toronto: University of Toronto Press
- Roman, Luke; Roman, Monica (2010), Encyclopedia of Greek and Roman Mythology, New York City, New York: Infobase Publishing, ISBN 978-0-8160-7242-2
- Ruck, Carl A.P.; Staples, Danny (1994), The World of Classical Myth: Gods and Goddesses, Heroines and Heroes, Durham, North Carolina: Carolina Academic Press, ISBN 978-0890895757
- Schaus, Gerald P.; Wenn, Stephen R. (2007), Onward to the Olympics: Historical Perspectives on the Olympic Games, Publications of the Canadian Institute in Greece, 5, Ontario, Canada: Wilfrid Laurier University Press, ISBN 978-0-88920-505-5
- Schmitt, P. (2000), „Athena Apatouria et la ceinture. Les aspects féminins des apatouries à Athènes”, Annales: Economies, Societies, Civilisations, London, England: Thames and Hudson, стр. 1059—1073
- Seelig, Beth J. (август 2002). „The Rape of Medusa in the Temple of Athena: Aspects of Triangulation in the Girl”. The International Journal of Psychoanalysis. 83 (4): 895—911. PMID 12204171. S2CID 28961886. doi:10.1516/3NLL-UG13-TP2J-927M.
- Simon, Erika (1983), Festivals of Attica: An Archaeological Commentary, Madison, Wisconsin: The University of Wisconsin Press, ISBN 978-0-299-09184-2
- Swiatek, Anthony; Breen, Walter (1981). The Encyclopedia of United States Silver & Gold Commemorative Coins, 1892 to 1954. New York City, New York: Arco Publishing. ISBN 978-0-668-04765-4.
- Telenius, Seppo Sakari, (2005) 2006. Athena-Artemis (Helsinki: Kirja kerrallaan).
- Trahman, C.R. (1952). „Odysseus' Lies ('Odyssey', Books 13-19)”. Phoenix. Classical Association of Canada. 6 (2): 31—43. JSTOR 1086270. doi:10.2307/1086270.
- Ventris, Michael; Chadwick, John (1973) [1953], Documents in Mycenaean Greek, Cambridge, England: Cambridge University Press, ISBN 978-1107503410
- Walcot, P. (април 1977). „The Judgement of Paris”. Greece & Rome. Cambridge, England: Cambridge University Press. 24 (1): 31—39. JSTOR 642687. S2CID 162573370. doi:10.1017/S0017383500019616.
- Wolkstein, Diane; Kramer, Samuel Noah (1983), Inanna: Queen of Heaven and Earth: Her Stories and Hymns from Sumer, New York City, New York: Harper&Row Publishers, ISBN 978-0-06-090854-6
- Yasumura, Noriko (16. 10. 2013). Challenges to the Power of Zeus in Early Greek Poetry. A&C Black. ISBN 9781472519672..